# Ilenia Moro
Ilenia Moro (Castelfranco Veneto, 5 febbraio 1999) è una pallavolista italiana, libero del Pinerolo.

## Carriera

### Club
La carriera di Ilenia Moro inizia nella stagione 2014-15 ne LeAli, in Serie B1: è nella stassa categoria anche nell'annata 2016-17 quando passa al Bruel Bassano.
Nella stagione 2017-18 viene ingaggiata dalla Trentino Rosa, in Serie A2, con cui vince la Coppa Italia di categoria 2019-20: a seguito del ripescaggio della società, nella stagione 2020-21 esordisce in Serie A1. Per il campionato 2022-23 veste la maglia del Pinerolo, neopromossa in massima divisione.

### Nazionale
Nel 2015 viene convocata nella nazionale under 18 con cui vince la medaglia di bronzo al XIII Festival olimpico estivo della gioventù europea.

## Palmarès

### Club
- Coppa Italia di Serie A2: 1

2019-20

### Nazionale (competizioni minori)
- Festival olimpico estivo della gioventù europea 2015